# اسکاتس‌دیل، تاسمانی
اسکاتسدیل (به انگلیسی: Scottsdale) یک شهرک در استرالیا است که در تاسمانی واقع شده‌است.